# Antonio Maria Panebianco
Antonio Maria Panebianco (1808. – 1885.) bio je talijanski biskup i kardinal.
Dodijeljen mu je 30. rujna 1861. kardinalski naslov hrvatske crkve svetog Jeronima u Rimu. Naslov je zadržao do 23. prosinca 1861. kada je optirao za kardinalski naslov crkve Svetih Dvanaest apostola.

### Članci
- Bogdan, Jure. 2005. Hrvatska crkva svetog Jeronima u Rimu i njezini kardinali naslovnici. Crkva u svijetu. Sveučilište u Splitu - Katolički bogoslovni fakultet. Split. 40 (2): 187–205